# Josef Voslař
Josef Voslař (13. března 1874, Třebíč – 31. prosince 1956) byl český soudce, finanční prokurátor a vládní rada.

## Biografie
Josef Voslař se narodil v roce 1874 v Třebíči na Stařečce, jeho otcem byl obuvník Matěj Voslař (1833 – 1906) a matkou byla Marie Voslařová, rozená Reifová (1834 – 1924). Narodil se jako poslední z osmi dětí, kromě něj se dospělosti dožili pouze tři – Matěj Voslař (1859 – 1936), Josefa vdaná Švermová (1864 – 1925) a Johana vdaná Saturková (1868 – 1946), další čtyři děti (Antonín, Augustin, Františka a František) zemřely v raném dětském věku.
Vystudoval gymnázium v Třebíči a v roce 1901 absolvoval právnickou fakultu Univerzity Karlovy v Praze. Po ukončení studia nastoupil do soudních služeb, nastoupil na okresní soud v Třebíči, v roce 1903 odešel na okresní soud v Kyjově a posléze se opět vrátil na okresní soud v Třebíči. Později odešel na pozici vrchního soudního rady a přednosty soudu na okresní soud v Moravských Budějovicích. V roce 1921 se stal finančním prokurátorem v Brně a roku 1928 byl jmenován vládním radou a stal se vedoucím finančním prokurátorem v Brně. V roce 1936 odešel do důchodu. Byl pohřben na Ústředním hřbitově v Brně.
Byl členem a jednatelem Právnické jednoty moravské. Roku 1935 se stal členem čestného výboru pro přípravu jubilejních oslav města Třebíče.
Dne 18. října 1902 si na Stařečce vzal za manželku Annu Tischerovou, s níž měl dvě dcery - Marii (* 1. listopadu 1903) a Annu (* 3. července 1906).